# Rissne (metropolitana di Stoccolma)
Rissne è una stazione della metropolitana di Stoccolma.
Si trova presso l'omonimo quartiere, a sua volta situato all'interno del comune di Sundbyberg, mentre sul tracciato della linea blu T10 della rete metroviaria locale è compresa tra le fermate di Duvbo e Rinkeby.
La sua apertura ufficiale ebbe luogo il 19 agosto 1985, così come le altre quattro stazioni posizionate sul percorso della linea T10 nel tratto incluso tra Huvudsta e la stessa Rissne.
La piattaforma è sotterranea, collocata ad una profondità di 25-40 metri sotto alla Rissne torg, piazza in cui è anche ubicato l'ingresso. La stazione fu progettata dall'architetto Per H. Reimers e fu decorata da dipinti e da opere personali degli artisti Madeleine Dranger e Rolf H. Reimers.
L'utilizzo medio quotidiano durante un normale giorno feriale è pari a 5.700 persone circa.

## Tempi di percorrenza
| Linea | Capolinea       | Tempo  | Stazione                               | Tempo               |
| T10   | Hjulsta         | 7 min  | Västra skogen Fridhemsplan T-Centralen | 8 min 11 min 14 min |
| T10   | Kungsträdgården | 16 min | Västra skogen Fridhemsplan T-Centralen | 8 min 11 min 14 min |